# John Francis Hylan
John Francis Hylan, född 20 april 1868 i Hunter, New York, död 12 januari 1936 i New York, var en amerikansk politiker (demokrat). Han var New Yorks borgmästare 1918–1925.